# Clube Ferroviário da Huíla
Der Clube Ferroviário da Huíla (portugiesisch für „Eisenbahnerverein von Huíla“), meist nur Ferroviário da Huíla genannt, ist ein angolanischer Fußballverein aus Lubango, Hauptstadt der Provinz Huíla. Neben Fußball betreibt der Klub vor allem Basketball, aber auch Volleyball und andere Hallensportarten, und Leichtathletik.

## Geschichte
Der Klub wurde am 15. Oktober 1950 als Clube Ferroviário de Sá da Bandeira gegründet, in der damaligen portugiesischen Kolonie Angola. Die heutige Stadt Lubango trug damals den portugiesischen Ortsnamen Sá da Bandeira. Gegründet wurde der Klub im Umfeld der bis 1963 ausgebauten Eisenbahnstrecke Caminho de Ferro de Moçâmedes, deren wichtigster Durchgangsbahnhof Sá da Bandeira war.
Das Stadion des Vereins, das Estádio do Ferroviário, wurde 1970 fertiggestellt und trug offiziell den Namen Estádio Sá da Bandeira. Es bietet 10.000 Zuschauern Platz.
Nach der Unabhängigkeit Angolas 1975 trat der Ferroviário weiter in der höchsten Spielklasse des Landes an, im Girabola. Vor allem die folgenden 1980er Jahre brachten dann die erfolgreichste Zeit des Vereins. So gewann er 1985 und 1989 den angolanischen Pokal und stand 1987 im Pokalfinale. In der Folge trat er mehrmals im African Cup Winners’ Cup an. 1988 scheiterte er im Achtelfinale am sambischen Klub Power Dynamos, 1990 schied er bereits im 16-tel Finale gegen Desportivo Maputo aus Mosambik aus.
Die angolanische Saison 1990 beendete er als Vierter, verließ den Spielbetrieb des Girabola danach jedoch aus anderen Gründen. In der Saison 1999 trat der Ferroviário noch einmal im Girabola an, doch durfte oder konnte er dann nicht am Spielbetrieb teilnehmen und stieg als Tabellenletzter wieder ab. Inzwischen spielt er in Ligen des Provinzverbandes Huíla.

## Erfolge
- Angolanischer Pokalsieger
  - Sieger: 1985, 1989
  - Finalist: 1987
- Supertaça de Angola
  - Finalist: 1988
- Afrikapokal der Pokalsieger
  - Teilnehmer: 1988, 1990